# Milagros Germán
Milagros Consuelo de la Altagracia Germán Olalla (Santo Domingo, Distrito Nacional; 29 de diciembre de 1958), conocida como La Diva, es una productora, presentadora de televisión y política dominicana. Fue la ministra de Cultura de la República Dominicana desde septiembre de 2021 hasta el 7 de enero de 2025, cargo al cual presentó renuncia en el mes de diciembre de 2024.
Fue Miss República Dominicana 1980, Reina Internacional del Café y Miss Latinoamérica y representante de la República Dominicana en el concurso Miss Universo 1980. Conduce su programa de televisión llamado Chévere Nights, junto a los presentadores José Guillermo Cortines e Irving Alberti por Telesistema, canal 11. Ha trabajado al lado de presentadores de televisión como Freddy Beras Goico. Se ha caracterizado por sus monólogos en favor de causas sociales.

## Vida personal
Germán se casó con el político Hatuey De Camps, con quien procreó 3 hijos, Milagros Marina, Álvaro y Andrea. 
La dominicana es también sobreviviente del cáncer de mama, experiencia que ha utilizado para ayudar a otros con iguales problemas y promover la prevención de este tipo de enfermedades.

## Trayectoria
Comenzó en la televisión junto a la presentadora Mariasela Álvarez en el año 1991, en el programa Con los ojos abiertos y que estuvo en el aire durante 4 años. Más tarde Germán inició un proyecto televisivo propio, Con Milagros Germán y posteriormente Tarde en la Noche con Milagros, que comenzó en la televisora Telecentro, para ese entonces ya Milagros contaba con mucha popularidad.
En el año 2000, comenzó a trabajar con Freddy Beras Goico en el programa Con Freddy y Milagros, el cual duró tres años en el aire. Mientras estuvo activo fue el show prime-time más visto.
Luego, el 29 de septiembre de 2003, Germán inició su producción original Chévere Nights, un programa de televisión en horario también "prime-time" y convirtiéndose en el programa de mayor audiencia de la televisión Dominicana por más de 15 años. Por Chévere Nights han desfilado artistas como Luis Fonsi, Enrique Iglesias, Julio Iglesias, Paloma San Basilio, Víctor Manuelle, Juan Luis Guerra, Raphael de España, Cirque Elóize y personalidades como los primeros dominicanos que alcanzaron la cima del monte Everest, Karim Mella, Iván Gómez y Federico Jovine, presentadores y artistas dominicanos como la fallecida Nuryn Sanlley, Freddy Beras Goico y Jatna Tavárez.
Milagros incursiona en el cine con la película La Maldición del Padre Cardona, escrita y dirigida por Félix Germán. Ha participado en películas internacionales como La Fiesta del Chivo, “¿Quién Manda?” y en el 2018 en la película “Qué León” protagonizada por Ozuna y Clarissa Molina.
Durante la campaña electoral del candidato presidencial del Partido Revolucionario Moderno (PRM) Luis Abinader, Germán salió a relucir en la opinión pública como una de las posibles candidatas para ocupar la vicepresidencia. 
Se anunció el 10 de julio de 2020 por la cuenta de Twitter del Presidente electo de la República Dominicana, Luis Abinader, que Germán sería designada como Directora de Comunicaciones y Vocera de la Presidencia. Germán es la primera mujer que ocupó este cargo. El 6 de septiembre de 2021 fue sustituida del cargo y fue designada como Ministra de Cultura.
El día 7 de enero del año se filtra su renuncia como Ministra de cultura para regresar a los medios de comunicación. Según fuentes se le habría ofertado ser embajadora cosa que declino por razones familiares y laborales.